# Zophopetes
Zophopetes is een Afrotropisch geslacht van vlinders van de familie van de dikkopjes (Hesperiidae), uit de onderfamilie van de Hesperiinae.

## Soorten
- Z. barteni De Jong, 2017
- Z. cerymica (Hewitson, 1867)
- Z. dysmephila (Trimen, 1868)
- Z. haifa Evans, 1937
- Z. nobilior (Holland, 1896)
- Z. quaternata (Mabille, 1876)

### Soorten die voorheen in dit geslacht waren geplaatst
- Z. ganda Evans, 1937
- Z. warria Evans